# Kay Denar
Kay Denar (bürgerlich Kai Diener) ist ein in Deutschland wirkender Komponist, Liedtexter und Musikproduzent.

## Leben
Kay Denar ist ein Musiker, der hauptsächlich als Autor (Liedtexter/Komponist) und Produzent bekannt wurde. Seine ersten Autorenbeteiligungen und Produktionen, die öffentlich wahrgenommen wurden, erschienen im Jahr 1993. Im Jahr 1993 entstanden so unter anderem die Titel Du, du hast Gewonnen (Der Bäng Bäng Song) (Aylin) oder auch I Miss You (Marc Lennard). Ebenfalls im Jahr 1993 schrieb und produzierte Denar den Titel Can U Feel It, der durch das US-amerikanische Popduo The Weather Girls interpretiert wurde und zu seinem ersten Charthit in Deutschland avancierte.
Nach weiteren Charthits mit den Weather Girls, Sandra Schwarzhaupt und Marisa Turner begann im Jahr 2001 eine Zusammenarbeit mit Rob Tyger, die fortan zusammen als Produzentenduo Kayrob fungierten. Im gleichen Jahr begann eine langjährige Zusammenarbeit des Duos mit der deutschen Popsängerin Sarah Connor, die bis ins Jahr 2010 andauerte. Das Trio landete auf Anhieb mit der ersten Single Let’s Get Back to Bed – Boy! einen europaweiten Charthit. Bis 2010 landete das Trio zusammen mit Connor fünf Nummer-eins-Hits sowie zehn Top-10-Hits in Deutschland. Die erfolgreichste Single aus dieser Zusammenarbeit ist From Sarah with Love mit knapp 900 Tausend verkauften Einheiten. Zwischen den Jahren 2001 und 2010 landete das Duo zudem Charthits mit Band ohne Namen, Marc Terenzi, Jimi Blue (Jimi Blue Ochsenknecht), Selina Herrero oder auch Annemie (Annemarie Eilfeld). Nach der Zusammenarbeit mit Connor wurde es ruhiger um das Produzentenduo. Neben des Pseudnoyms Kay Denar wirkte Diener auch unter den weiteren Pseudonymen Kai Kalif oder auch Mr. Kalif.
Sowohl Kay Denar, als auch Rob Tyger, zählen mit ihren fünf Nummer-eins-Hits zu den erfolgreichsten Autoren der deutschen Chartgeschichte. Denar landete zudem zwölf Top-10-Hits sowie 29 Charthits in Deutschland. Darüber hinaus landete er 21 Charthits in Österreich, 19 Charthits in der Schweiz sowie zwei Charthits im Vereinigten Königreich.

## Autorenbeteiligungen und Produktionen
Kay Denar als Autor (A) und Produzent (P) in den Charts

| Jahr | Titel Interpretation                                             | Höchstplatzierung, Gesamtwochen, AuszeichnungChartplatzierungen (Jahr, Titel, Interpretation, Platzierungen, Wochen, Auszeichnungen, Anmerkungen) | Höchstplatzierung, Gesamtwochen, AuszeichnungChartplatzierungen (Jahr, Titel, Interpretation, Platzierungen, Wochen, Auszeichnungen, Anmerkungen) | Höchstplatzierung, Gesamtwochen, AuszeichnungChartplatzierungen (Jahr, Titel, Interpretation, Platzierungen, Wochen, Auszeichnungen, Anmerkungen) | Höchstplatzierung, Gesamtwochen, AuszeichnungChartplatzierungen (Jahr, Titel, Interpretation, Platzierungen, Wochen, Auszeichnungen, Anmerkungen) | Anmerkungen                                                                                         |
| Jahr | Titel Interpretation                                             | DE | AT | CH | UK | Anmerkungen                                                                                         |
| ---- | ---------------------------------------------------------------- | --- | --- | --- | --- | --------------------------------------------------------------------------------------------------- |
| 1993 | Can U Feel It A, P The Weather Girls                             | DE75 (10 Wo.)DE | — | — | — | Erstveröffentlichung: 1993                                                                          |
| 1994 | We Shall All Be Free A, P The Weather Girls                      | DE80 (5 Wo.)DE | — | — | — | Erstveröffentlichung: 1994                                                                          |
| 1995 | Hero of the Night A, P Sandra Schwarzhaupt                       | DE80 (2 Wo.)DE | — | — | — | Erstveröffentlichung: 3. April 1995                                                                 |
| 1995 | Who’s Gonna Kiss That Man? A, P Marisa Turner                    | DE35 (13 Wo.)DE | — | CH29 (8 Wo.)CH | — | Erstveröffentlichung: 1995                                                                          |
| 1996 | The Sound of Sex (Ooh Gitchie O-La-La-Ay) A, P The Weather Girls | DE89 (3 Wo.)DE | — | — | — | Erstveröffentlichung: 1. März 1996                                                                  |
| 2001 | Let’s Get Back to Bed – Boy! A, P Sarah Connor feat. TQ          | DE2 Gold · (17 Wo.)DE | AT5 Gold · (24 Wo.)AT | CH9 (23 Wo.)CH | UK16 (5 Wo.)UK | Erstveröffentlichung: 7. Mai 2001 Verkäufe: + 380.000                                               |
| 2001 | French Kissing A, P Sarah Connor                                 | DE26 (11 Wo.)DE | AT18 (13 Wo.)AT | CH53 (13 Wo.)CH | — | Erstveröffentlichung: 20. August 2001                                                               |
| 2001 | From Sarah with Love A, P Sarah Connor                           | DE1 ×3Dreifachgold · (20 Wo.)DE | AT2 Gold · (22 Wo.)AT | CH1 Platin · (36 Wo.)CH | — | Erstveröffentlichung: 5. November 2001 Verkäufe: + 895.000                                          |
| 2002 | Girl 4 a Day P Band ohne Namen vs. Milka                         | DE16 (11 Wo.)DE | — | — | — | Erstveröffentlichung: 19. August 2002                                                               |
| 2002 | Skin on Skin A, P Sarah Connor                                   | DE5 (15 Wo.)DE | AT5 (17 Wo.)AT | CH16 (18 Wo.)CH | — | Erstveröffentlichung: 4. November 2002 Verkäufe: + 240.000                                          |
| 2003 | He’s Unbelievable A, P Sarah Connor                              | DE16 (11 Wo.)DE | AT36 (10 Wo.)AT | CH50 (15 Wo.)CH | UK86 (1 Wo.)UK | Erstveröffentlichung: 23. März 2003                                                                 |
| 2003 | Music Is the Key A, P Sarah Connor feat. Naturally 7             | DE1 Gold · (16 Wo.)DE | AT6 (19 Wo.)AT | CH2 (22 Wo.)CH | — | Erstveröffentlichung: 3. November 2003 Verkäufe: + 150.000                                          |
| 2004 | Just One Last Dance A, P Sarah Connor feat. Natural              | DE1 Gold · (16 Wo.)DE | AT5 (17 Wo.)AT | CH8 (17 Wo.)CH | — | Erstveröffentlichung: 1. März 2004 Verkäufe: + 150.000                                              |
| 2004 | Living to Love You A, P Sarah Connor                             | DE1 Gold · (19 Wo.)DE | AT2 (20 Wo.)AT | CH1 Gold · (25 Wo.)CH | — | Erstveröffentlichung: 7. November 2004 Verkäufe: + 170.000                                          |
| 2005 | From Zero to Hero A, P Sarah Connor                              | DE1 Gold · (17 Wo.)DE | AT2 (25 Wo.)AT | CH5 (19 Wo.)CH | — | Erstveröffentlichung: 7. März 2005 Verkäufe: + 150.000                                              |
| 2005 | Heat Between the Sheets A, P Marc Terenzi                        | DE40 (13 Wo.)DE | AT36 (13 Wo.)AT | CH48 (12 Wo.)CH | — | Erstveröffentlichung: 20. Juni 2005                                                                 |
| 2005 | Love to Be Loved by You A, P Marc Terenzi                        | DE3 Gold · (17 Wo.)DE | AT3 (21 Wo.)AT | CH3 (21 Wo.)CH | — | Erstveröffentlichung: 22. August 2005 Verkäufe: + 150.000                                           |
| 2005 | Christmas in My Heart A, P Sarah Connor                          | DE4 (23 Wo.)DE | AT6 (10 Wo.)AT | CH4 (7 Wo.)CH | — | Erstveröffentlichung: 18. November 2005                                                             |
| 2005 | Can’t Breathe Without You A, P Marc Terenzi                      | DE40 (9 Wo.)DE | AT56 (3 Wo.)AT | CH45 (8 Wo.)CH | — | Erstveröffentlichung: 18. November 2005                                                             |
| 2006 | The Best Side of Life P Sarah Connor                             | DE4 Platin · (37 Wo.)DE | AT12 (15 Wo.)AT | CH15 (6 Wo.)CH | — | Erstveröffentlichung: 24. November 2006 Verkäufe: + 300.000                                         |
| 2007 | The Impossible Dream (The Quest) P Sarah Connor                  | DE8 (9 Wo.)DE | AT25 (3 Wo.)AT | CH19 (6 Wo.)CH | — | Erstveröffentlichung: 30. März 2007                                                                 |
| 2007 | Sexual Healing P Sarah Connor feat. Ne-Yo                        | DE11 (9 Wo.)DE | AT45 (8 Wo.)AT | CH41 (6 Wo.)CH | — | Erstveröffentlichung: 29. Juni 2007 Original: Marvin Gaye                                           |
| 2007 | I’m Lovin… (L.R.H.P.) A, P Jimi Blue                             | DE5 (17 Wo.)DE | AT8 (19 Wo.)AT | CH23 (11 Wo.)CH | — | Erstveröffentlichung: 5. Oktober 2007                                                               |
| 2008 | Don’t Be Shy A, P Selina Herrero                                 | DE68 (3 Wo.)DE | — | — | — | Erstveröffentlichung: 9. Mai 2008                                                                   |
| 2008 | You Can’t Stop Me A, P Selina Herrero                            | DE72 (4 Wo.)DE | — | — | — | Erstveröffentlichung: 1. August 2008                                                                |
| 2008 | I’ll Kiss It Away A, P Sarah Connor                              | DE21 (9 Wo.)DE | AT46 (5 Wo.)AT | CH67 (1 Wo.)CH | — | Erstveröffentlichung: 7. November 2008                                                              |
| 2010 | Animal Instinct A, P Annemie                                     | DE22 (3 Wo.)DE | AT74 (1 Wo.)AT | — | — | Erstveröffentlichung: 11. Mai 2010                                                                  |
| 2010 | Cold as Ice A, P Sarah Connor                                    | DE16 (10 Wo.)DE | AT27 (4 Wo.)AT | — | — | Erstveröffentlichung: 5. Oktober 2010                                                               |
| 2021 | The Christmas Song P Sarah Connor                                | DE57 (4 Wo.)DE | AT37 (4 Wo.)AT | — | — | Erstveröffentlichung: 11. November 2021 (Promo) Amazon-Music-Original; Original: Nat King Cole Trio |

## Auszeichnungen für Musikverkäufe
| Goldene Schallplatte - Belgien - 2002: für die Single From Sarah with Love | Platin-Schallplatte - Finnland - 2003: für die Single From Sarah with Love |

Anmerkung: Auszeichnungen in Ländern aus den Charttabellen bzw. Chartboxen sind in ebendiesen zu finden.
| Land/RegionAuszeichnungen für Musikverkäufe (Land/Region, Auszeichnungen, Verkäufe, Quellen) | Gold       | Platin     | Verkäufe  | Quellen                           |
| -------------------------------------------------------------------------------------------- | ---------- | ---------- | --------- | --------------------------------- |
| Belgien (BRMA)                                                                               | Gold1      | —          | 25.000    | ultratop.be                       |
| Deutschland (BVMI)                                                                           | 7× Gold7   | 2× Platin2 | 2.210.000 | musikindustrie.de Einzelnachweise |
| Finnland (IFPI)                                                                              | —          | Platin1    | 10.000    | ifpi.fi                           |
| Österreich (IFPI)                                                                            | 2× Gold2   | —          | 40.000    | ifpi.at                           |
| Schweiz (IFPI)                                                                               | Gold1      | Platin1    | 60.000    | hitparade.ch musikwoche.de        |
| Insgesamt                                                                                    | 11× Gold11 | 4× Platin4 |           |                                   |